# Stagonosporopsis
Stagonosporopsis Died.– rodzaj grzybów z rodziny Didymellaceae. Grzyby mikroskopijne.

## Systematyka i nazewnictwo
Pozycja w klasyfikacji według Index Fungorum: Didymellaceae, Pleosporales, Pleosporomycetidae, Dothideomycetes, Pezizomycotina, Ascomycota, Fungi.
Takson utworzył Hermann Diedicke w 1912 r.
Niektóre gatunki:
- Stagonosporopsis andigena (Turkenst.) Aveskamp, Gruyter & Verkley 2010
- Stagonosporopsis boltshauseri (Sacc.) Died. 1912
- Stagonosporopsis cucurbitacearum (Fr.) Aveskamp, Gruyter & Verkley 2010[2]
- Stagonosporopsis ligulicola (K.F. Baker, Dimock & L.H. Davis) Aveskamp, Gruyter & Verkley 2010

Nazwy naukowe na podstawie Index Fungorum. Wykaz gatunków według W. Mułłenki i innych.
W Polsce występuje Stagonosporopsis cucurbitacearum podany pod nazwą Didymella bryoniae i Stagonosporopsis ligulicola, podany pod nazwą Didymella ligulicola (synonimy).